# Seznam francoskih umetnostnih drsalcev
Seznam francoskih umetnostnih drsalcev.

## A
- Sarah Abitbol

## B
- Stephane Bernadis
- Surya Bonaly

## C
- Philippe Candeloro

## D
- Isabelle Duchesnay
- Paul Duchesnay

## J
- Brian Joubert

## M
- Eric Millot
- Sophie Moniotte

## P
- Gwendal Peizerat